# أنظمة قتال ميليتش
أنظمة قتال ميليتش (بالإنجليزية: Miletich Fighting Systems)‏ كانت منظمة تدريب لفنون القتال المختلطة. تم الاعتراف بها كمعسكر تدريب ممتاز. لقد كان معسكر تدريب لعدة مقاتلين مثل مات هيوز وتيم سيلفيا وجينس بولفر وروبي لولر وجيريمي هورن. يُنظر إليه على نطاق واسع على أنها واحدة من أنجح معسكرات فنون القتال المختلطة على الإطلاق.

## وصلات خارجية
- Pat Miletich, Miletich Fighting System Elite (بالإنجليزية)
- Miletich FS on the GymDB (بالإنجليزية)